# David A. Huse
David A. Huse (* 1958) ist ein US-amerikanischer theoretischer Physiker.
Huse besuchte die Lincoln-Sudbury High School und studierte Physik an der University of Massachusetts at Amherst mit dem Bachelor-Abschluss 1979 und wurde 1983 bei Michael E. Fisher an der Cornell University promoviert. Danach war er bis 1996 in der Abteilung theoretische Physik der Bell Laboratories in Murray Hill. Danach ging er als Professor an die Princeton University, an der er Cyrus Fogg Brackett Professor für Physik ist.
2019/20 war er Mitglied am Institute for Advanced Study, 2021 als Gastprofessor (Distinguished Visiting Professor).
Er befasst sich mit statistischer Physik, Phasenübergängen, dem quantenmechanischen Vielteilchenproblem ultrakalter Atome, Vielteilchen-Lokalisierung, Theorie des Magnetismus, Wirbel in Supraleitern, Spingläsern und Quantendynamik im Nichtgleichgewicht. Er ist insbesondere bekannt für Vielkörper-Anderson-Lokalisierung.
2022 erhielt er den Lars-Onsager-Preis mit Boris Altshuler und Igor Aleiner für grundlegende Forschung über Vielteilchen-Lokalisierung, die damit zusammenhängen den Phasenübergänge und deren Implikationen für Thermalisierung und Ergodizität.
Er ist Mitglied der National Academy of Sciences (2017) und der American Academy of Arts and Sciences (2010).

## Schriften
- mit A. Pal: Many-body localization phase transition, Phys. Rev. B, Band 82, 2010, S. 174411
- mit R. Nandkishore, V. Oganesyan, A. Pal, S. L. Sondhi: Localization protected quantum order, Phys Rev. D, Band 88, 2013, S.  014206, Arxiv
- mit R. Nandkishore: Many body localization and thermalization in quantum statistical mechanics, Annual Review Condensed Matter Physics, Band 6, 2015, S. 15–28, Arxiv